# Gertrudes Angélica da Cunha
Gertrudes Angélica da Cunha, född 1794, död 1850, var en portugisisk skådespelare och pjäsförfattare.
Hon engagerades 1812 vid Teatro da Rua dos Condes i Lissabon, sedan förbudet mot kvinnliga scenartister hade upphävts. Hon hade en framgångsrik karriär där, och nämns som en av teaterns delägare. Mellan 1829 och 1850 (utöver ett avbrott 1834-38) var hon sedan engagerad vid Teatro João Caetano i Rio de Janeiro i Brasilien. Direktören João Caetano, som grundade teatern - stadens första - nämnde henne som en mentor. Hon hade en lång och framgångsrik karriär i Brasilien, där hon ofta nämndes i pressen och hyllades som en av landets pionjärgeneration i teaterbranschen. Utöver sin karriär som skådespelare var hon också verksam som pjäsförfattare och skrev många men korta pjäser som sattes upp under hennes livstid. Hon var mor till den brasilianska skådespelaren 
Gabriela Augusta da Cunha (1821-1882) 